# アール・エフ・ラジオ日本小田原放送局
アール・エフ・ラジオ日本小田原放送局RADIO WEST（アールエフラジオにっぽんおだわらほうそうきょくラジオウエスト）は神奈川県小田原市桑原にあるアール・エフ・ラジオ日本の中継局である。金曜午後「YUKKYのラジカルランド（旧ラジカルランド1995年 - 2018年3月30日）」が放送されていた。1986年からは同名の番組「ラジオウェスト」を月曜から金曜の13時5分 - 17時まで生放送していた。

## 概要
- 同局では送信所・中継局を放送局と称するが、「小田原中継局」と呼称しても問題ない。
- ラジオ日本小田原中継局（1485 kHz）は、神奈川県県西地域の難聴地域対策として設置された。1986年、中継局の新たな可能性を探ると共に、FM放送の多局化及び全国的にコミュニティーFMが新設されている事態に対応するために、中継局独自の実験的番組を放送する事とした。放送番組は当時の開発事業室が放送事業全般の企画・立案・実施を担当し、サービスエリアは神奈川県県西地域の小田原市、南足柄市、足柄下郡箱根町・真鶴町・湯河原町、足柄上郡中井町・大井町・松田町・山北町・開成町の2市8町と、湘南地域の中郡二宮町・大磯町を加えて、2市10町の良聴地域とした。また静岡県の伊豆半島（伊東〜熱海）や、御殿場や、相模湾を隔てた千葉県（木更津市以南）で日中は聴取可能である。夜間は青森放送八戸放送局との混信が生じる場合がある。番組名「ラジオウエスト」はこのサービスエリアにちなんで神奈川県西部地区限定放送局を象徴している。パーソナリティーには、ラジオ日本が開設していた「ナレーターDJ講座」と「ナレーターコンパニオン講座」受講生の中から成績優秀者を選抜し、以下の第1期生から第3期生までが随時担当した。
- 編成はサービスエリア内の情報とリスナーの聴きたい楽曲・リスナーに聴いて貰いたい楽曲のみを放送する事を基本理念とし、放送内容は現地レポーターからの生情報・リスナーからの情報提供コーナーや、リスナーからのリクエストコーナー、パーソナリティー選曲のスペシャルコーナー、及びサービスエリア内自治体の行政広報コーナーなど、地域限定の放送に徹した。
- その結果、短期間で聴取者の支持を受け、エリア内では本局を凌駕する評価を得るまでになり、エリア内全ての自治体の行政広報番組の提供や地元金融機関や数多くの地元広告主の協賛を得た。
- ラジオウエストの番組はその後、江の島西浜でのNTT販売促進企画や東浜のラジオ日本本局の「SEA」(Shonan Exclusive Air)などのイベントツールに活用されるまでになった。
- ラジオウエストは1986年10月6日にスタート。オープニング・イベントは箱根板橋にあるビーバートザンから放送された。「おしゃれ組」と呼ばれる20代の女性パーソナリティ（1期生：舛田珠美、松波利佳、宮内順子、林美樹、松浦はるの、小池真粧美、菊池雅代、2期生：岡野美和子、佐藤みどり、鮫島るり子、3期生：小林稚弥、渡辺理佳）が神奈川県西部地域を駆け回り「開成町の◯◯さんのお宅で飼っていた牛が品評会で2等をとりました!」「山北町の◯◯さん、お友達の◯◯さんが西湘バイパスで待ってます!」など、地域密着の細かいネタを拾って番組を作っていた。
- 番組は横浜野毛山のラジオ日本本社スタジオから放送し、レポーター、取材班が西湘地区に姿を現していた。パーソナリティの女の子たちがレポーターを兼ねていたため、彼女たちがいる場所に追っかけのリスナーが来ることも多く、当時のラジオ番組としては異例の人気を博した。小田原北條五代祭り、開成町あじさい祭り等、地元のお祭りでの公開生放送や、湘南NTTシーサイドトークハウスでの海の家での夏季限定放送など、「会いにいけるアイドル」を実現、また現在全国で増えているコミュニティ・ラジオの先駆けとなった。イメージカラーは西湘地区で取れるミカンをイメージしたオレンジ色。
- 1995年から『ラジカルランド（YUKKYのラジカルランド）』が月曜から金曜（月曜 - 木曜 15:00 - 18:00（ - 2010年3月）金曜 12:30 - 17:40（ - 2006年9月）まで放送されていた。
- 2010年4月より2018年3月までは金曜午後に『YUKKYのラジカルランド』（本局とは別のローカルワイド番組）（小田原支局廃止後は横浜本社制作）（パーソナリティー伊藤ゆき）を放送していた。
- なお、小田原放送局専用番組以外の番組は、本局の番組をそのまま放送している。
- radikoにおいては、横浜放送局が送出されており、当局は聴取できないが、YUKKYのラジカルランドは制作会社サイトにて聴取可能。ラジオ低迷期においてローカル放送としては異例の人気番組であった。
- ラジオ日本小田原放送局からベリカードの発行がないため、2008年にラジカルランド独自のベリカードが作成され全国から受信報告書が届くことでも知られ話題となっていた。
- 2017年4月8日、テレビ神奈川（tvk）『ハマナビ』でアール・エフ・ラジオ日本が取り上げられた際、「YUKKYのラジカルランド」の放送風景が紹介された。
- 2018年3月30日、最終回にはアール・エフ・ラジオ日本の代表取締役社長が出演。
- 番組終了についてグアム島日本語短波放送で紹介されていた。また、日本の支局独自番組終了に伴いSNS上で注目された[要出典]。
- 本局（川崎幸放送局、1422 kHz、50 kW）の電波が届きにくい県南西部を補完し、また特に海水浴シーズンに地元の道路交通情報を伝える目的で1981年7月20日に開局した。
- 開局当初は小田原駅前にローカル番組用スタジオ（小田原支局）を持ち支局のある雑居ビルの屋上に架設したモノポールワイヤーアンテナから送信していたが、その後酒匂川河畔の現在地に独立した送信所を構え支局は廃止された。周波数、出力、コールサインは不変。[要検証 – ノート]
- 南関東（東京都、神奈川県、千葉県、埼玉県）をエリアとするAMラジオでは唯一の中継局である。

## 中継局送信施設概要
| 放送局名                 | コールサイン | 周波数   | 空中線電力 | 放送対象地域 | 放送区域内世帯数 | 備考                                                               |
| ------------------------ | ------------ | -------- | ---------- | ------------ | ---------------- | ------------------------------------------------------------------ |
| アール・エフ・ラジオ日本 | JORL         | 1485 kHz | 100W       | 神奈川県     | 約9万世帯        | 一部時間帯で本社演奏所・横浜本局（JORF）とは別のローカル番組を放送 |

### 空中線
- 50m三角柱・基部接地型副導線式空中線、頂部容量環付（電気興業製）
  - 中波局で多く見られる空中線は、基部が大型の碍子で大地から絶縁され電気的には円管柱など塔（空中線）が空中に浮いている基部絶縁型である。構造がシンプルでインピーダンス特性も安定していて使いやすいが高さ制限や敷地面積などで周波数に見合う高い鉄塔が建てられない、テレビ送信アンテナ鉄柱と共用しなければならない等の事情があるときには本局のような「基部接地型副導線式空中線」を用いる場合がある。
  - 名前の通り塔の基部は大地に埋設され、絶縁されていない。塔部に沿うように副導線（ダウンリード）が張られ頂上部や塔中程・基部付近に副導線支持枠があり、碍子で絶縁固定される。形状が籠（かご）の様に見えることから、単に「かご型空中線」または「基部接地型籠型空中線」とも言われる。
  - サイズの割には高性能が期待出来る、送信周波数の変更に柔軟に対応出来るなどの利点もあるが雨、霧、着霜など湿度の影響で碍子が絶縁低下しインピーダンスが変化しやすく整合が面倒などの欠点もある。

### 送信機
- TM-2003（沖電気工業製）

### その他
- 中継回線 NTT
- 送信局舎 鉄筋コンクリート1階3m×8m
- 非常用電源 自家発電装置3kVA、インバーター0.5kVA

## 独自番組
- YUKKYのラジカルランド（毎週金曜日 12:30 - 15:00）
- ラジカルランド（月曜日 - 木曜日 15:00 - 18:00（ - 2010年3月）金曜日 12:30 - 17:40（ - 2006年9月）
- ラジオウェスト（1986年10月6日 - 1993年　毎週月曜 - 金曜 13:05 - 17:00）